# KS Vllaznia Shkodra
Der Futboll Klub Vllaznia Shkodër ist ein albanischer Fußballverein aus Shkodra, der Teil der Shoqëria Sportive Vllaznia ist.
FK Vllaznia ist neunmaliger Meister und hat bei zwölf Finalteilnahmen achtmal den albanischen Pokal gewonnen. Seit dem Wiederaufstieg 1962 spielt der Klub mit Ausnahme der Saison 2018/19 in der ersten Liga.

## Geschichte

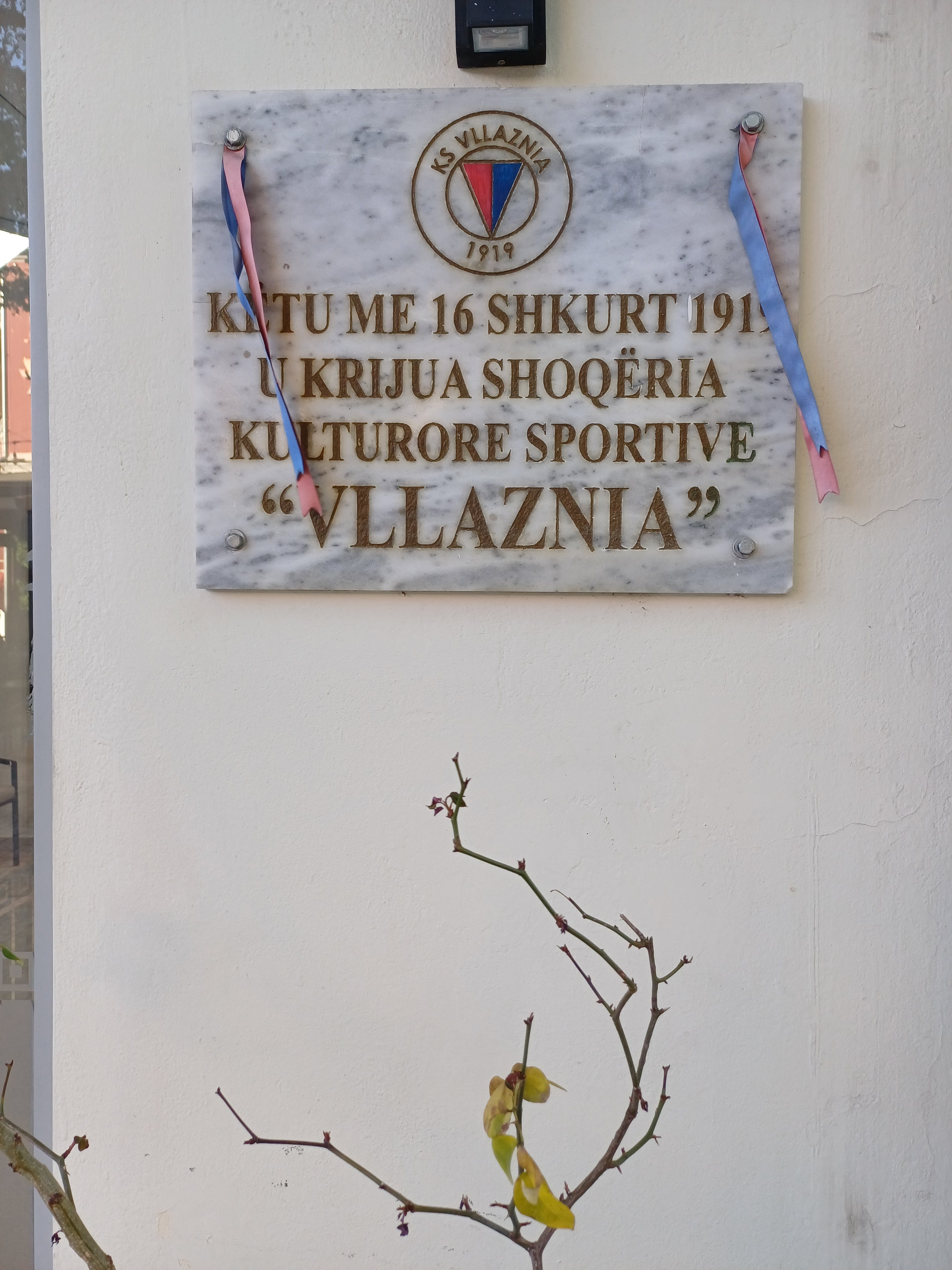
Erinnerungstafel an die Gründung des Vereins

1919 wird in Shkodra die Shoqëria Vllaznia gegründet. Aus der Sportabteilung entsteht 1930 ein Zusammenschluss mit anderen lokalen Sportvereinen, die Bashkimi Sportiv Shkodran. Im gleichen Jahr spielt man als Gründungsmitglied in der ersten Liga. 1935 wird der Klub wieder in KS Vllaznia Shkodër umbenannt. Unter diesem Namen gelingt 1945 der erste Meistertitel. 1949 nennt sich der Verein Shkodër. Allerdings nach nur einem Jahr wurde zur Bezeichnung Puna Shkodër gewechselt. 1958 nannte er sich wieder KS Vllaznia Shkodër, 2002 KF Vllaznia Shkodër und seit 2008 FK Vllaznia Shkodër.
Für die Saison 1971/72 war der Verein erstmals für den UEFA-Pokal qualifiziert, zog jedoch seine Teilnahme wieder zurück, so dass SK Rapid Wien kampflos in die nächste Runde einzog. In der Saison 1978/79 absolvierte Vllaznia dann seine ersten Partien auf der internationalen Bühne, schied jedoch knapp gegen FK Austria Wien aus. Auch 1979/80 zog der Verein seine Teilnahme am Europapokal der Pokalsieger zurück, ohne seine Erstrundenpartien gegen den FK Dynamo Moskau zu bestreiten. 1987 feierten die Albaner dann mit einem 4:0-Auswärtssieg bei Sliema Wanderers auf Malta ihren bis heute höchsten internationalen Sieg, scheiterten aber in der nächsten Runde an Rovaniemi PS. Auch in den Folgejahren kam Vllaznia in zahlreichen internationalen Wettbewerben nie über die zweite Runde hinaus.
Nach einer sehr schlechten Saison 2017/18, die Vllaznia auf dem zweitletzten Platz beendete, musste der Verein sogar in die zweite Liga absteigen. Es gelang aber der Sieg in der Vorrunde (Gruppe A) der Kategoria e parë 2018/19 und der Gruppe A in der Meisterschaftsrunde. Obwohl das Finalspiel verloren ging, gelang die Rückkehr in die höchste Spielklasse. 2021 und 2022 feierte Vllaznia mit dem Gewinn des Albanischen Pokals seine bislang letzten nationalen Titel.

## Frauenfußball
2013 übernahm Vllaznia die Frauenfußballabteilung von KS Ada Velipoja. Die Damen, die zuvor – von vier Austragungen – drei Mal hintereinander die albanische Frauenfußballmeisterschaft gewonnen hatten, blieben auch unter dem neuen Verein erfolgreich: Als zwölffacher Seriensieger konnte Vllaznia die Meisterschaften 2014, 2015, 2016, 2017, 2018, 2019, 2020, 2021, 2022, 2023, 2024 sowie 2025 für sich entscheiden.
International ist Vllaznia nach seinem Vorgängerverein der einzige albanische Club, welcher an der UEFA Women’s Champions League teilgenommen hat. 2014/15 konnten sie in der Qualifikationsrunde den dritten Platz erreichen. Die Mannschaft überstand die Qualifikationsrunde 2019/20, wo sie im Sechzehntelfinale dem dänischen Meister Fortuna Hjørring mit 0:1 (H) und 0:2 (A) unterlagen. 2022/23 konnten sie mit Siegen über TJ Spartak Myjava und Schytlobud-1 Charkiw die Gruppenphase erreichen, wo sie gegen FC Chelsea, Paris Saint-Germain und Real Madrid als Gruppenvierte ausschieden.

## Stadion

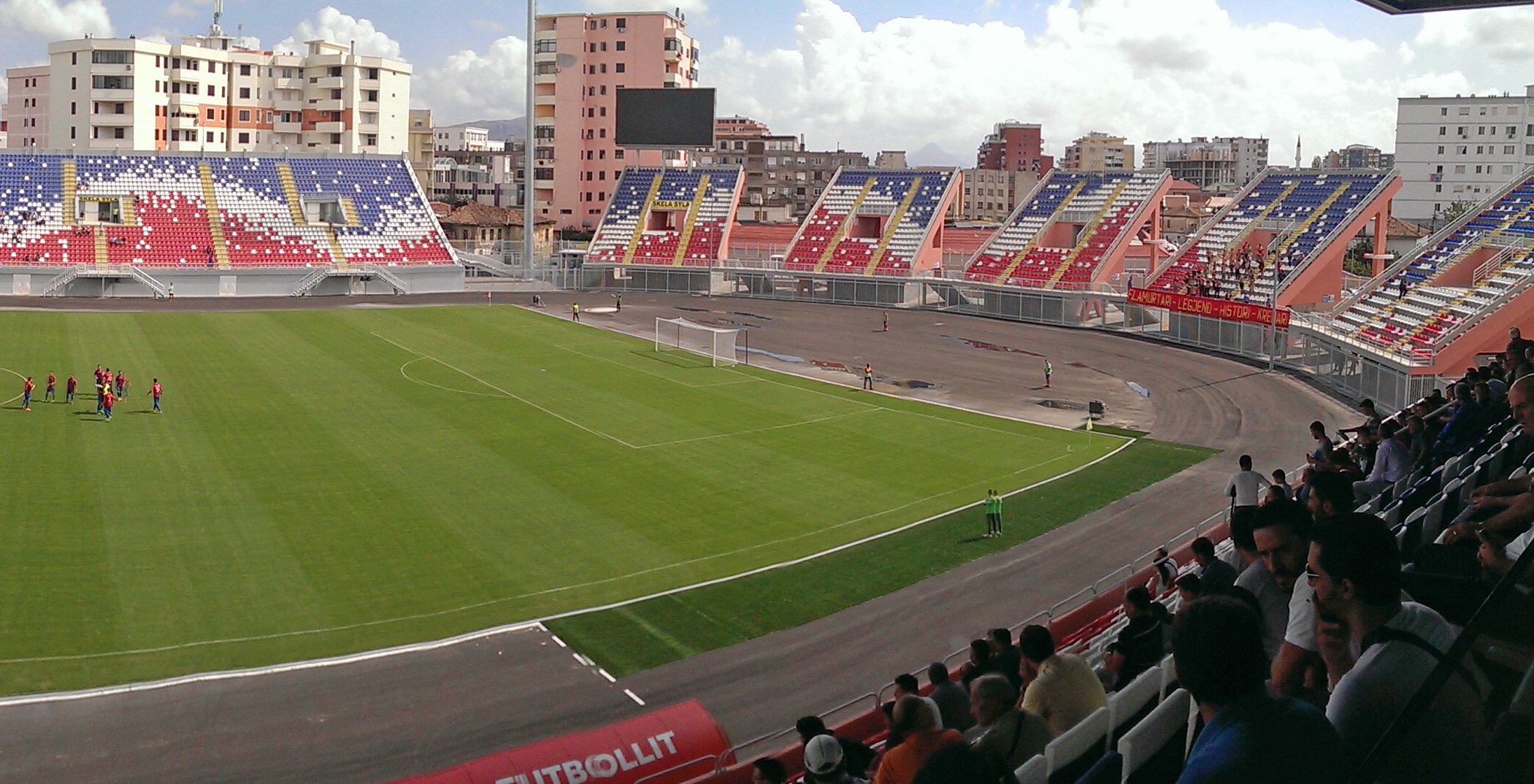
Loro Boriçi Stadion (2017)

Vllaznia trägt seine Spiele im Loro-Boriçi-Stadion aus, welches Platz für 16.000 Zuschauer bietet.

## Bekannte Spieler
- Loro Boriçi (1937–1941, 1943–1948)
- Ferid Rragami (1982–1985)
- Hysen Zmijani (1982–1991)
- Hamdi Salihi (2002–2004)
- Bekim Balaj (2002–2010)
- Lutz Pfannenstiel (2006–2007)
- Ilion Lika (2010)

## Bekannte Trainer
- Ulrich Schulze (2006–2007)

## Erfolge
- Albanische Meisterschaft
  - Meister (9): 1945, 1946, 1972, 1974, 1978, 1983, 1992, 1998, 2001
- Kupa e Shqipërisë (Albanischer Pokal)
  - Sieger (8): 1965, 1972, 1979, 1981, 1987, 2008, 2021, 2022
  - Finalist (6): 1966, 1968, 1970, 1986, 1999, 2006
- SuperKupa (Albanischer Supercup)
  - Sieger (2): 1998, 2001
  - Finalist (3): 1992, 2008, 2021

## Europapokalbilanz
| Saison    | Wettbewerb                    | Runde                  | Gegner                      | Gesamt    | Hin        | Rück          |
| --------- | ----------------------------- | ---------------------- | --------------------------- | --------- | ---------- | ------------- |
| 1971/72   | UEFA-Pokal                    | 1. Runde               | SK Rapid Wien               | 1         |            |               |
| 1978/79   | Europapokal der Landesmeister | 1. Runde               | FK Austria Wien             | 3:4       | 2:0 (H)    | 1:4 (A)       |
| 1987/88   | Europapokal der Pokalsieger   | 1. Runde               | Sliema Wanderers            | 6:0       | 2:0 (H)    | 4:0 (A)       |
| 1987/88   | Europapokal der Pokalsieger   | 2. Runde               | Rovaniemi PS                | 0:2       | 0:1 (H)    | 0:1 (A)       |
| 1991/92   | UEFA-Pokal                    | 1. Runde               | AEK Athen                   | 0:3       | 0:1 (H)    | 0:2 (A)       |
| 1998/99   | UEFA Champions League         | 1. Qualifikationsrunde | Dinamo Tiflis               | 3:4       | 00:3 (A) 2 | 3:1 (H)       |
| 1999/2000 | UEFA-Pokal                    | Qualifikation          | FC Spartak Trnava           | 1:3       | 1:1 (H)    | 0:2 (A)       |
| 2000      | UEFA Intertoto Cup            | 1. Runde               | Nea Salamis Famagusta       | 2:6       | 1:4 (A)    | 1:2 (H)       |
| 2001/02   | UEFA Champions League         | 1. Qualifikationsrunde | KR Reykjavík                | (a)2:2(a) | 1:2 (A)    | 1:0 (H)       |
| 2001/02   | UEFA Champions League         | 2. Qualifikationsrunde | Galatasaray Istanbul        | 1:6       | 0:2 (A)    | 1:4 (H)       |
| 2003/04   | UEFA-Pokal                    | Qualifikation          | FC Dundee                   | 0:6       | 0:2 (H)    | 0:4 (A)       |
| 2004      | UEFA Intertoto Cup            | 1. Runde               | Hapoel Be’er Scheva         | 4:2       | 1:2 (H)    | 03:0 (A) 3    |
| 2004      | UEFA Intertoto Cup            | 2. Runde               | NK Slaven Belupo Koprivnica | 1:2       | 0:2 (A)    | 1:0 (H)       |
| 2007      | UEFA Intertoto Cup            | 1. Runde               | NK Zagreb                   | (a)2:2(a) | 1:2 (A)    | 1:0 (H)       |
| 2007      | UEFA Intertoto Cup            | 2. Runde               | Trabzonspor                 | 00:10     | 0:6 (A)    | 0:4 (H)       |
| 2008/09   | UEFA-Pokal                    | 1. Qualifikationsrunde | FC Koper                    | 2:1       | 2:1 (A)    | 0:0 (H)       |
| 2008/09   | UEFA-Pokal                    | 2. Qualifikationsrunde | SSC Neapel                  | 0:8       | 0:3 (H)    | 0:5 (A)       |
| 2009/10   | UEFA Europa League            | 1. Qualifikationsrunde | Sligo Rovers                | 3:2       | 2:1 (A)    | 1:1 (H)       |
| 2009/10   | UEFA Europa League            | 2. Qualifikationsrunde | SK Rapid Wien               | 0:8       | 0:5 (A)    | 0:3 (H)       |
| 2011/12   | UEFA Europa League            | 2. Qualifikationsrunde | FC Thun                     | 1:2       | 0:0 (H)    | 1:2 (A)       |
| 2021/22   | UEFA Europa Conference League | 1. Qualifikationsrunde | NK Široki Brijeg            | 4:3       | 1:3 (A)    | 3:0 (H)       |
| 2021/22   | UEFA Europa Conference League | 2. Qualifikationsrunde | AEL Limassol                | 0:2       | 0:1 (A)    | 0:1 (H)       |
| 2022/23   | UEFA Europa Conference League | 2. Qualifikationsrunde | CS Universitatea Craiova    | 1:4       | 1:1 (H)    | 0:3 (A)       |
| 2023/24   | UEFA Europa Conference League | 1. Qualifikationsrunde | Linfield FC                 | 2:3       | 1:3 (A)    | 1:0 (H)       |
| 2024/25   | UEFA Conference League        | 1. Qualifikationsrunde | Valur Reykjavík             | 2:6       | 2:2 (A)    | 0:4 (H)       |
| 2025/26   | UEFA Conference League        | 1. Qualifikationsrunde | BFC Daugavpils              | 4:3       | 0:1 (H)    | 4:2 (A)       |
| 2025/26   | UEFA Conference League        | 2. Qualifikationsrunde | Víkingur Reykjavík          | 4:5       | 2:1 (H)    | 2:4 n. V. (A) |

Gesamtbilanz: 52 Spiele, 14 Siege, 6 Unentschieden, 32 Niederlagen, 48:99 Tore (Tordifferenz −51)
Stand: 31. Juli 2025